# Серена, Микеле
Мике́ле Се́рена (итал. Michele Serena; род. 10 марта 1970, Венеция) — итальянский футболист и тренер.

## Клубная карьера
Микеле начал карьеру в команде Серии С2 «Местре», после чего был приглашен в Венецию. В 1989 году перешел в «Ювентус». Дебют в Cерии «А» состоялся 7 декабря 1989 в матче 16 тура со столичной «Ромой». Провел всего 4 матча в футболке «старой синьоры» и по окончании сезона перешел в «Монцу». Затем играл в Вероне. В 1992 году был приглашен в Сампдорию, в составе которой в 1994 стал обладателем Кубка Италии. Позднее перешел в «Фиорентину», в составе которой стал обладателем Кубка и Суперкубка Италии в 1996 году. В 1998 году перебрался в мадридский «Атлетико», который возглавил итальянский специалист Арриго Сакки. С «Атлетико» дошел до финала финала Кубка Испании и в 1999 году вернулся в Италию, подписав контракт с «Пармой». Завершил карьеру в миланском «Интере».

## Карьера в сборной
16 марта 1990 года дебютировал в молодёжной сборной под руководством Чезаре Мальдини в матче со сверстниками из Кипра.
За национальную сборную провел один матч 5 сентября 1998, выйдя на поле вместо Эусебио Ди Франческо в матче со сборной Уэльса в рамках квалификации к Чемпионату Европы 2000.

## Тренерская карьера
В 2007 начал работать в юношеской команде «Венеции». В 11 марта 2008 стал главным тренером основы. Позднее работал в клубах «Мантова», «Гроссето», «Специя», «Падова», «ФеральпиСало», «Виченца» и «Леньаго».

## Достижения
«Сампдория»
- Обладатель Кубка Италии: 1994

«Фиорентина»
- Обладатель Кубка Италии: 1996
- Обладатель Суперкубка Италии: 1996

«Парма»
- Обладатель Суперкубка Италии: 1999